# Рогинська Горца
Рогинська Горца (словен. Roginska Gorca) — поселення в общині Подчетртек, Савинський регіон, Словенія. Висота над рівнем моря: 208,4 м.